# Ascofuranona
Ascofuranone es un antibiótico producido por el hongo Ascochyta viciae, que inhibe la enzima Oxidasa Alternativa de Tripanosoma (TAO) y es  un compuesto que sirve como cabeza de serie para la búsqueda de otros fármacos dirigidos a inhibir esta enzima para el tratamiento de la enfermedad del sueño. El compuesto es eficaz tanto in vitro como en cultivo celular y en infecciones en ratones.
Ascofuranona también se ha informado que tiene actividad anti-tumoral, y modula el sistema inmune.